# Leilas jul
Leilas jul var en uppföljare på matlagningsprogrammen Leilas mat och Leila bakar på TV4 Plus. Programmet var en stor framgång för TV4 Plus och var 2007 års näst mest sedda program på kanalen.
I programmet bakade programledaren Leila Lindholm julkakor, pepparkakor, desserter, julgodis med mera.
Programmet gjorde även nedslag runt om i Sverige och besökte små traditionella handlare. Ett exempel var Göteborgs pepparkaksbageri, ett företag då i tredje generationen, där man fick beställa sina pepparkakor redan i juli för att vara säker på att få dem till jul.

## Avsnitt
| Nr | Titel         | Medverkande    | Första sändningsdatum |
| -- | ------------- | -------------- | --------------------- |
| 1  | Glöggcocktail | Leila Lindholm | 21 november 2007      |
| 2  | Adventsdrink  | Leila Lindholm | 28 november 2007      |
| 3  | Lussebak      | Leila Lindholm | 5 december 2007       |
| 4  | Godisparad    | Leila Lindholm | 12 december 2007      |
| 5  | Julfesten     | Leila Lindholm | december 2007         |